# 汕头航空
汕头航空（简称汕航）正式全称为汕头航空有限公司（惟外界常将母公司前缀冠上，称南航汕头航空；或称南航汕头公司）是中国南方航空集团的一家控股且非独立运作的子公司，于1993年7月20日在汕头成立，1993年10月31日清晨实现首航，首航航班为汕头飞往广州的CZ8831航班，其核心基地最初为汕头外砂机场，在2011年11月15日之后为揭陽潮汕机场，并在2004年在义乌机场设立基地。南航汕头航空主要提供由广东揭陽潮汕机场、义乌机场至中国大陆其他地方、港澳台地区的航空客运、货运及邮运服务，并开通潮汕机场至泰国曼谷素万那普国际机场国际定期航线，及不定期开通潮汕机场到泰国普吉、韩国首爾、缅甸仰光等季节性或包机航班 。截止至2009年5月，其累计飞行时间23.87万小时；开通直达往返航线19条：运送旅客1473.51万人次；完成货邮运输量15.04万吨；累计上缴民航建设基金4.45亿元人民币；向汕头地方政府缴纳各种税费合计4.11亿元人民币。

## 机队
截至2018年，汕头航空共拥有15架由波音737-800型客机组成的全波音机队。
| 机型        | 总数 | 座位数 （商务舱／经济舱） |
| ----------- | ---- | ------------------------- |
| 波音737-800 | 15   | 167（8／159）             |